# Slag om de Schelde fietsroute
De Slag om de Schelde fietsroute is een lusvormige bewegwijzerde fietsroute van 40 km in de Nederlandse provincie Noord-Brabant. De toeristische wielerroute loopt door het gebied waar een deel van de Slag om de Schelde zich afspeelde (rond Woensdrecht). De fietsroute is een van de negen Liberation fietsroutes (genoemd naar de Liberation Route Europe) rondom de bevrijding van Noord-Brabant. De route is gebaseerd op het Fietsknooppuntennetwerk, op elk knooppunt staat met een apart bordje de richting van de route weergegeven.

## Verloop
De route start bij Natuurpoort Wouwse Plantage. Vanaf hier loopt de route naar de grens met België en volgt deze korte tijd.  
In Huijbergen komt de route langs het oorlogsmonument ter plaatse. De route gaat langs Vliegbasis Woensdrecht, hier bouwden de Duitsers in de oorlog acht bunkers met luchtafweergeschut.
Bij Woensdrecht komt de route langs een originele M4 Sherman. Verder komt de route ook in Woensdrecht langs een oorlogsmonument en daalt ze de helling Dorpsstraat af. Hier kan ook worden aangesloten op de Jo de Rooroute. 
Na de klim van de Vossenweg volgt Bergen op Zoom met diverse oorlogsmonumenten en restanten van een tankversperring. Iets buiten Bergen op Zoom komt de route nog langs een militaire begraafplaats.

## Aansluitingen op andere fietsroutes
- Overal op de route kan gebruik worden gemaakt van het fietsroutenetwerk ter plaatse.
- In Wouwse Plantage kan worden aangesloten op de LF13 Schelde-Rheinroute. De LF13 is tevens de EuroVelo EV4 Midden-Europaroute. De route komt de LF13 nog op meer plekken tegen.
- Bij Woensdrecht kan worden aangesloten op de Jo de Rooroute.
- In Bergen op Zoom kan worden aangesloten op de LF Waterlinieroute.